# شروع (آلبوم بلک آید پیز)
«شروع» (به انگلیسی: The Beginning) آلبومی از بلک آید پیز است که در ۲۶ نوامبر ۲۰۱۰ منتشر شد.